# Ilargus nitidisquamulatus
Ilargus nitidisquamulatus är en spindelart som beskrevs av Soares, Camargo 1948. Ilargus nitidisquamulatus ingår i släktet Ilargus och familjen hoppspindlar. Inga underarter finns listade i Catalogue of Life.